# Karl Pedersen
Karl Pedersen (Fredrikstad, 18 aprile 1907 – 25 ottobre 1977) è stato un calciatore norvegese, di ruolo attaccante.

## Carriera

### Club
Pedersen giocò con la maglie del Fredrikstad.

### Nazionale
Conta una presenza per la Norvegia. Il 23 settembre 1928, infatti, fu schierato in campo nella sfida persa per 0-2 contro la Germania.